# Cycloctenus flaviceps
Cycloctenus flaviceps és una espècie d'aranyes araneomorfes de la família dels Cicloctènids (Cycloctenidae). Fou descrita per primera vegada l'any 1878 per L. Koch.
Aquesta espècie és endèmica d'Austràlia. La descripció de l'holotip és d'una femmella.